# Västra Stensjön
Västra Stensjön är en sjö i Gnesta kommun i Södermanland och ingår i Trosaåns huvudavrinningsområde. Sjön är 13 meter djup, har en yta på 0,0746 kvadratkilometer och befinner sig 59,4 meter över havet.

## Delavrinningsområde
Västra Stensjön ingår i det delavrinningsområde (655704-158552) som SMHI kallar för Utloppet av Västra Stensjön. Medelhöjden är 63 meter över havet och ytan är 0,29 kvadratkilometer. Det finns inga avrinningsområden uppströms utan avrinningsområdet är högsta punkten. Vattendraget som avvattnar avrinningsområdet har biflödesordning 2, vilket innebär att vattnet flödar genom totalt 2 vattendrag innan det når havet efter 40 kilometer. Avrinningsområdet består mestadels av skog (66 procent). Avrinningsområdet har 0,07 kvadratkilometer vattenytor vilket ger det en sjöprocent på 25,3 procent.